# Hinton-Gletscher
Der Hinton-Gletscher ist ein Gletscher im Australischen Antarktis-Territorium. In der Britannia Range des Transantarktischen Gebirges fließt er zwischen den Gebirgskämmen Forbes Ridge und Dusky Ridge zum Hatherton-Gletscher.
Das Advisory Committee on Antarctic Names benannte ihn 1965 nach dem Baumechaniker Clarence Cornelius Hinton Jr. (* 1943) von der United States Navy, der 1963 zur Besetzung der McMurdo-Station gehört und die Mannschaft zum Unterhalt abgelegener Forschungsstationen der Vereinigten Staaten in der Antarktis geleitet hatte.